# Раннее Средневековье
Раннее Средневековье — период европейской истории, начавшийся после падения Западной Римской империи в 476 году и продолжавшийся приблизительно до 1050 года. Существуют и иные подходы к определению хронологических рамок периода: например, с 400 по 1000 годы. В эпоху раннего Средневековья произошло Великое переселение народов, появились викинги, возникли варварские королевства остготов в Италии и вестготов в Аквитании и Испании, образовалось Франкское государство, в период своего расцвета занимавшее большую часть Западной Европы. Возник могущественный Арабский халифат, вобравший в себя территории от Месопотамии до Иберии, а на Британских островах существовало множество небольших государств англов, саксов и кельтов, появились государства в Скандинавии, а также в центральной и восточной Европе: Великая Моравия и Киевская Русь.

## Падение Рима
Начиная со II века, римская цивилизация, достигнув пика своего развития, вступила в период регресса и деградации, включая урбанизацию, морскую торговлю и население. Археологи идентифицировали только 40 % всех средиземноморских кораблекрушений, датируемых третьим веком, результаты, сравнимые с первым веком. Начиная с III века н. э. могущество Римской империи постепенно пошло на убыль — постепенно пришли в упадок морская торговля и развитие городов, сократился прирост населения.
В 150 году население империи равнялось приблизительно 65 миллионам человек, а в 400 году это число уменьшилось более чем на 20 %, сократившись до 50 миллионов. Некоторые учёные связывают данное сокращение населения с холодным периодом раннего Средневековья (300—700 годы), когда краткосрочное снижение глобальных температур привело к снижению урожайности сельскохозяйственных культур. Другие авторы дополнительными причинами приводят духовный и морально-нравственный упадок — жители империи стали предпочитать комфорт активной городской жизни; произошло сильнейшее расслоение общества и, как следствие, резко повысилось количество люмпенов (бродяг и нищих); роскошь развратила существенную часть населения; честный труд обесценился; служба в армии перестала считаться почётным и достойным делом для римлян; римляне стали предпочитать проводить своё время в неге и празднествах; институт семьи пребывал в глубоком кризисе, сильна была сексуальная невоздержанность, что также повлияло на снижение количества населения империи. Дополнительными причинами указываются переход от республиканской к монархической форме правления, который привёл к постепенному уничтожению институтов гражданского общества. Сенат постепенно терял своё значение, местное самоуправление ограничивалось, судебные органы ставились в подчинение имперской администрации. К началу III века государственный строй превратился в военно-бюрократическую монархию, доминируя над варварами лишь в культурном и технологическом плане.

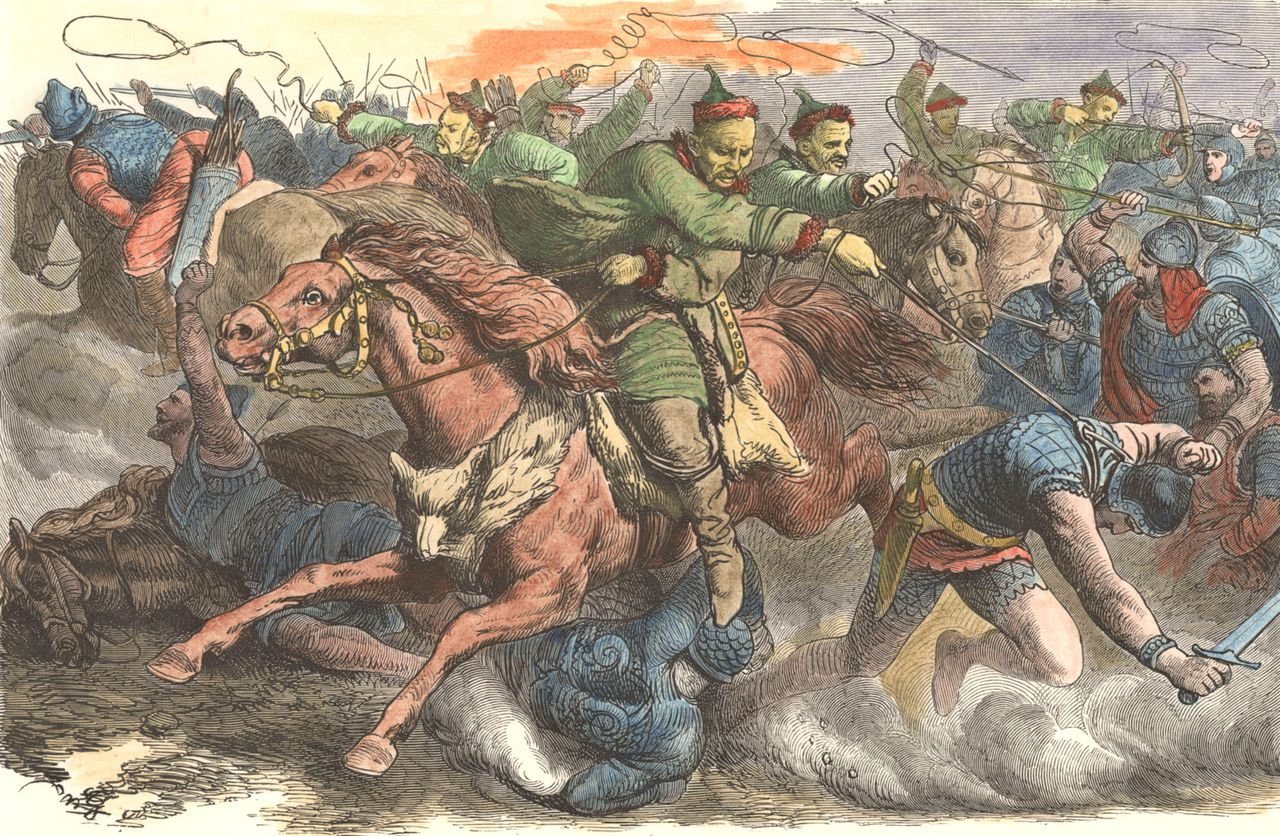
Die Hunnen im Kampf mit den Alanen, («Гунны в битве с аланами» Иоганна Непомука Гейгера, 1873 год). Аланы, иранский народ, живший к северу и востоку от Чёрного моря, приняли на себя удар гуннов первыми. Часть из них были расселены по всей Римской империи.

С III века в Римской империи начался кризис. После успехов Траяна в 117 году к власти пришёл Адриан. При нём империя потеряла Месопотамию.
В III веке усилились столкновения римлян с германцами. В начале III века германские народы мигрировали на юг из Скандинавии и достигли Чёрного моря, создав грозные племенные конфедерации, которые противостояли местным сарматам. Рим потерял Дакию, когда-то с трудом завоёванную Траяном. В Дакии (современная Румыния) и в степях к северу от Чёрного моря готы, германский народ, основали по крайней мере два королевства: Фервинг и Грейтунг.
Приход гуннов в 372—375 годах положил конец истории этих государств. Гунны, конфедерация центральноазиатских племён, основали империю. Они владели сложным искусством стрельбы из изогнутых луков во время езды на лошади. Готы искали убежища на римской территории (376 год), согласившись подчиниться империи в качестве безоружных поселенцев. Однако многие подкупили дунайских пограничников, чтобы те позволили им взять с собой оружие.
Дисциплина и организация римских легионов сделали их превосходными боевыми подразделениями. Римляне предпочитали пехоту кавалерии, потому что пехоту можно было обучить сохранять строй в бою, в то время как кавалерия, как правило, рассеивалась, сталкиваясь с противником. В то время как армия варваров могла быть собрана и вдохновлена перспективой грабежа, легионам требовалось центральное руководство и систематизированная налоговая система, чтобы платить жалованье солдатам, постоянно и качественно тренировать новобранцев, а также снаряжать и кормить их. Снижение сельскохозяйственной и экономической активности, неудачные экономические политика и реформы, гражданские войны уменьшили доходы империи, а следовательно и её способность содержать хорошую профессиональную армию для защиты от внешних угроз.
В 330 году император Константин I Великий заложил новую столицу империи на берегу Босфора на месте уже существующего с VII века до н. э. греческого полиса Византий. Этот город был назван Новый Рим, но вскоре после смерти Константина он стал именоваться как Константинополь (поэтически греч. город Константина или позднее просто Город, слав. Царьград, Цареград). Причинами, почему Константин решил перенести сюда столицу, были следующими: неспокойная обстановка в самом Риме (недовольство знати и постоянные распри в борьбе за трон и мятежи черни), перенаселение самого Рима, очень удачное географическое расположение новой столицы. Это явилось фактическим признанием того факта, что старая метрополия уже не могла контролировать обширные территории империи, становилась обузой для империи, как в экономическом и культурном, так и военном плане.
В Готской войне (376—382 годы) готы восстали и одолели римскую армию в битве при Адрианополе (378 год). К этому времени различие в римской армии между римскими регулярными и вспомогательными частями, состоящих из варваров, было разрушено, теперь римская армия состояла в основном из варваров и солдат, набранных для одной кампании. Общее снижение дисциплины также привело к использованию меньших щитов и более лёгкого оружия. Не желая делиться славой, восточный император Валент II приказал атаковать пехоту готов под командованием Фритигерна, не дожидаясь западного императора Грациана, который был в пути с подкреплением. В то время как римляне были полностью заняты пехотой, прибыла конница грейтунгов, которая полностью разнесла римскую армию. Только одной трети римлян удалось спастись. По словам римского военного писателя Аммиана Марцеллина, это было самое сокрушительное поражение, которое римляне потерпели со времён битвы при Каннах (216 год до н. э.). Основная армия Восточной Римской империи была уничтожена, Валент убит, а готы опустошили Балканы, включая оружейные склады вдоль Дуная. Как комментирует Эдвард Гиббон, «римляне, которые так хладнокровно и так лаконично упоминают акты правосудия, совершённые легионами, приберегают своё сострадание и красноречие для собственных страданий, когда провинции были захвачены и опустошены оружием удачливых варваров». Восточной Римской империи удалось c трудом изгнать готов.
Западной империи не хватало ресурсов, а самое главное желания, чтобы восстановить нормальную боеспособную армию, поэтому империя продолжила полагаться на варварских наёмников, чтобы те служили вместо изнеженных римлян. В 395 году последний общеримский император Феодосий разделил империю между двумя сыновьями — Аркадием и Гонорием. Императором Западной Римской империи с центром в Риме стал 11-летний Гонорий, а императором Восточной Римской империи (в научной литературе известной как Византийской империи, от слова «Византий», название, которое имел ранее Константинополь, столица восточной империи) с центром в Константинополе — 18-летний Аркадий. Рим начал терять свою важность, и Феодосий предпочёл переехать в Медиолан, а с 402 года столица Западной империи, постоянно подвергавшаяся нападениям варваров, переносится в небольшой, но хорошо укреплённый город-порт Равенна. Стилихон, военачальник западной империи наполовину варвар, был вынужден освободить рейнскую границу от войск, чтобы отразить вторжения в Италию готов в 402—403 годах и в 406-07 годах.
Спасаясь от наступления гуннов, вандалы, свевы и аланы предприняли атаку через замёрзший Рейн близ Майнца; 31 декабря 406 года граница была прорвана, пограничные части, укомплектованные крайне отвратительно и не имевшие никакой хорошей подготовки, были сметены и бежали; варвары хлынули в римскую Галлию. Вскоре за ними последовали бургунды и алеманы. В последовавшем за этим приступе антиварварской истерии император Западной Римской империи Гонорий приказал казнить своего полководца Стилихона (408 год). В итоге у Гонория остались только недееспособные придворные, неспособные ни на что, кроме советничества. Этим в 410 году воспользовались готы, которые желали воспользоваться моментом, во главе с Аларихом I осадили и в итоге разграбили Рим, во время осады римляне настолько отчаялись, что попытались принести жертвы языческим богам и казнили жену Стилихона, чтобы каким-то образом спасти ситуацию, но это не помогло. В итоге Алариху просто открыли ворота и в «благодарность» готы в течение трёх дней грабили Рим, последовали пожары и резня, трупы заполнили улицы, дворцы были лишены их ценностей, а налётчики допрашивали и пытали тех граждан, которые, как считалось, скрывали своё богатство. Как новообращённые христиане, готы уважали церковную собственность — тех, кто нашёл убежище в церквях и монастырях города, готы не трогали, равно как и тех, кто называл себя христианином.
В 455 году Рим был снова захвачен, но на этот раз вандалами, другим германским племенем, которое к этому времени основало независимое государство в римской Северной Африке. Они разграбили город подчистую, вывезя оттуда всё, что только возможно, не только предметы искусства и сокровища, но и ремёсленников и богатых граждан, для выкупа. Город был захвачен без боя, оказавшись без войск и власти в результате убийства толпой очередного новоиспечённого императора-узурпатора Максима. Римский папа Лев I уговорил вандалов не сжигать город и не убивать жителей в обмен на сдачу Рима. Разграбление Рима вандалами продолжалось две недели — со 2 по 16 июня 455 года. Были угнаны с целью получения выкупа тысячи пленников, огромное количество произведений искусства и сокровищ было вывезено в королевство вандалов. С этими событиями связывают возникновение в конце XVIII века термина «вандализм», означающего бессмысленное уничтожение культурных ценностей.
Неспособность восстановить систему государственного управления и, как следствие, распад финансов и армии, моральный упадок (измены, предательства, клятвопреступления, повсеместный обман, жажда власти даже у рядового солдата, отказ от исполнения приказов) привело в итоге к гибели Западную империю. 23 августа (4 сентября) 476 года варварский полководец на службе Рима Одоакр поднимает бунт вместе с войском из-за того, что Орест Флавий, римский полководец, до этого захвативший власть у законного императора Юлия Непота как раз благодаря варварским наёмникам Одоакра, за что те и требовали обещанное вознаграждение, отказался дать обещанную награду и приказал варварам убираться восвояси. В итоге он был убит, а его сын 16-летний последний римский император Ромул Август (или Августул — маленький Август) был свергнут и сослан. С согласия Зенона Одоакр признал императором Запада предшественника Ромула Августула императора Юлия Непота номинальным правителем Запада (Непот правил Западом подчиняясь византийскому императору, своему родственнику; в наше время непотизмом называют занятие должностей благодаря родственным связям, кумовству).
В 480 году Непот был убит собственными телохранителями, а его корону отослали в Византию, после чего Зенон решил более западных императоров не назначать. Большинство учёных считают 476 год началом Средневековья. Другие утверждают, что Средневековье началось в 313 году, когда в Римской империи были запрещены гонения на христиан, и христианство превратилось в господствующую религию.

## Великое переселение народов
Эпоха великого переселения народов
Вели́кое переселе́ние наро́дов — условное название совокупности этнических перемещений в Европе в IV—VII веках, главным образом с периферии Римской империи на её территорию. Великое переселение можно рассматривать в качестве составной части глобальных миграционных процессов, охватывающих семь-восемь веков. Характерной особенностью переселения был тот факт, что ядро Западной Римской империи (включая в первую очередь Италию, Галлию, Испанию и отчасти Дакию), куда направилась в конечном счёте масса германских переселенцев, к началу V века нашей эры уже было достаточно плотно заселено самими римлянами и романизированными кельтскими народами. Поэтому великое переселение народов сопровождалось культурными, языковыми, а затем и религиозными конфликтами между германским и романизированным населениями. В переселении также активно участвовали славяне, тюрки, аланы и финно-угорские племена.
Готы и вандалы были лишь первыми из многих народов, наводнивших Западную Европу в отсутствие административного управления. Часть из них жило только войной и грабежом, презрев римские обычаи. Другие народы находились в длительном контакте с римской цивилизацией и были в определённой степени романизированы. «Бедный римлянин играет гота, богатый гот играет римлянина», — сказал король остготов Теодорих Великий. Подданные Римской империи представляли собой смесь никейских христиан, арианских христиан, несторианских христиан и язычников. Германские народы мало знали о городах, деньгах или письменности и были в основном язычниками, хотя всё большее их число обращалось в христианскую веру. Арианство было ветвью христианства, которая была впервые предложена в начале IV-го века александрийским пресвитером Арием. Арий провозгласил, что Христос не является истинно божественным, но сотворённой сущностью. Его основной предпосылкой была уникальность Бога, который один самосущ и неизменен; Сын, который как сын не самосущ, не может быть Богом.
Во время миграций, или великого переселения народов, более раннее оседлое население иногда оставалось нетронутым, хотя обычно частично или полностью перемещалось. Римская культура к северу от реки По была почти полностью вытеснена иммигрантами. В то время как народы Франции, Италии, Испании и Португалии продолжали говорить на диалектах народной латыни, которые впоследствии развились в современные романские языки, латинский язык на территории нынешней Англии исчез почти без следа на территориях, заселённых англосаксами, хотя британские королевства запада оставались бриттскими. Новые народы значительно изменили сложившееся общество, включая законы, культуру, религию и модели владения собственностью.

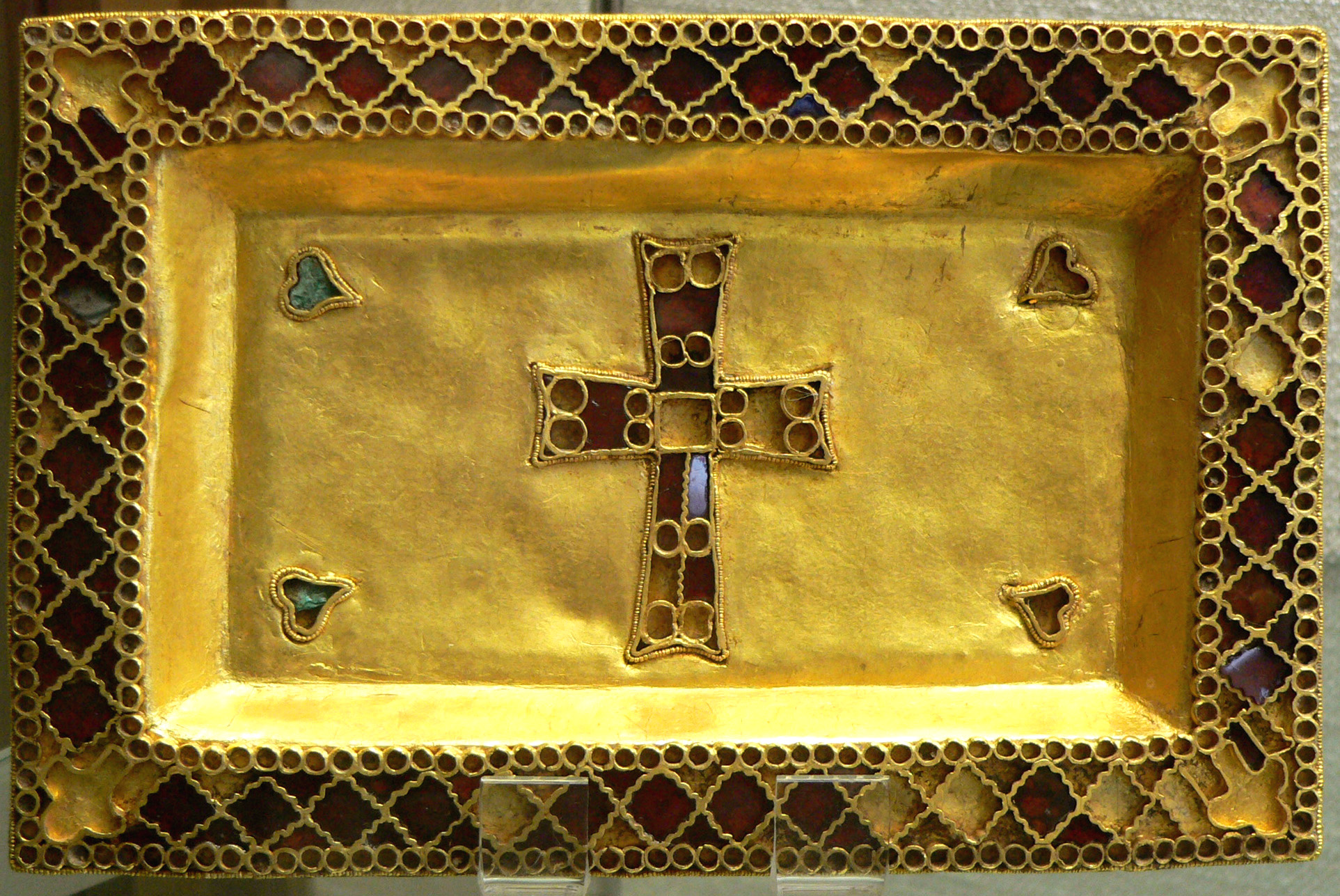
Патена из сокровищ Гурдона, найденный в Гурдоне, Сона-и-Луара, Франция.

Pax Romana обеспечил безопасные условия для торговли и производства, а также единую культурную и образовательную среду с широкими связями. Однако постепенно он перестал действовать из-за исчезновения римской власти, он был заменён правлением местных властителей, иногда членов установленной романизированной правящей элиты, иногда новых правителей с чужой культурой. В Аквитании, Нарбоннской Галлии, южной Италии и Сицилии, Бетике или южной Испании, а также на иберийском побережье Средиземного моря римская культура просуществовала до VII века.
Постепенное разрушение и трансформация экономических и социальных связей и инфраструктуры привели к появлению всё более локализованных перспектив. Этот распад часто был быстрым и драматичным, поскольку стало небезопасно путешествовать или перевозить товары на любое расстояние; последовал коллапс в торговле и производстве на экспорт. Основные отрасли промышленности, зависевшие от торговли, такие как крупномасштабное гончарное производство, исчезли почти в одночасье в таких местах, как Британия. Тинтагель в Корнуолле, как и несколько других городских центров, сумел подключиться к поставке средиземноморских предметов роскоши ещё в VI веке, но затем потерял свои торговые связи. Административная, образовательная и военная инфраструктура быстро исчезла, а потеря установленного cursus honorum привела к краху школ и росту неграмотности даже среди руководства. Карьера Кассиодора (умер около 585 года) в начале этого периода и Алкуина (умер в 804 году) в конце этого периода была основана на их грамотности. Что касается бывшей римской территории, то в период с 400 по 600 год население сократилось ещё на 20 %, или на треть в период с 150 по 600 год. В VIII веке объём торговли достиг своего самого низкого уровня. Очень небольшое количество найденных кораблекрушений, датированных VIII-м веком, подтверждает это (что составляет менее 2 % от числа кораблекрушений, датированных I-м веком). Были также восстановлены леса, а население, чтобы выжить, было вынуждено бежать из городов в сёла и деревни.
Римляне практиковали севооборот, когда урожай выращивался на одном поле, а другое оставляли под паром и вспахивали, чтобы уничтожить сорняки. Систематическое сельское хозяйство в значительной степени исчезло, а урожайность снизилась. Подсчитано, что чума Юстиниана, начавшаяся в 541 году и периодически повторявшаяся в течение 150 лет после этого, убила до 100 миллионов человек по всему миру. Некоторые историки, такие как Джосайя К. Рассел (1958 год) предположил, что общая потеря населения в Европе составила от 50 до 60 процентов в период с 541 по 700 год. После 750 года основные эпидемические заболевания не появлялись в Европе до эпидемии чумы в XIV веке. Оспа, которая была искоренена в конце XX-го века, проникла в Западную Европу примерно в 581 году, когда епископ Григорий Турский предоставил свидетельство очевидца, описывающее характерные признаки болезни. Волны эпидемий уничтожали массы сельского населения. Большая часть подробностей об эпидемиях утеряна, вероятно, из-за нехватки сохранившихся письменных записей.
В течение почти тысячи лет Рим был политически самым важным, богатым и крупнейшим городом в Европе. Около 100 года нашей эры его население составляло около 450 000 человек, а в раннем Средневековье сократилось всего до 20 000 человек, сократив древний огромный город до групп жилых зданий, разбросанных среди больших площадей руин и растительности.

## Византийская империя

Восточная Римская империя в своих максимальных границах при императоре Юстиниане (527—565), ромеи смогли восстановить римское правление в Италии и большей части Северной Африки и на юге Испании.

Византи́йская импе́рия, Византи́я, Восточная Римская империя (395—1453) — государство, оформившееся в 395 г. вследствие окончательного раздела Римской империи после смерти императора Феодосия I на западную и восточную части. Менее чем через восемьдесят лет после раздела, Западная Римская империя прекратила своё существование, оставив Византию исторической, культурной и цивилизационной преемницей Древнего Рима на протяжении почти десяти столетий истории поздней Античности и Средневековья.
Название «Византийская» Восточная Римская империя получила в трудах западноевропейских историков уже после своего падения, чтобы отличить её от преимущественно латиноязычного предшественника, историки стали называть империю от первоначального названия Константинополя — Виза́нтий, куда римский император Константин I перенёс в 330 году столицу Римской империи, официально переименовав город в «Новый Рим». Сами византийцы называли себя римлянами — по-гречески «ромеями», а свою державу — «Римской (Ромейской) империей» (на среднегреческом языке — Βασιλεία Ῥωμαίων, Basileía Romaíon) или кратко «Романией» (Ῥωμανία, Romania). Западные источники на протяжении большей части византийской истории именовали её «Империей греков» из-за преобладания в ней греческого языка, эллинизированного населения и культуры. В Древней Руси Византию обычно называли «Греческим царством», а её столицу — Царьградом.
Восточная Римская империя стремилась сохранить контроль над торговыми путями между Западом и Востоком, что сделало империю самым богатым государством в средневековой Европе. Используя свои изощрённые методы ведения войны и превосходную дипломатию, ромеям удалось отразить нападения варваров. Их мечты о возвращении западных территорий ненадолго материализовались во время правления Юстиниана I в 527—565 годах. Юстиниан не только вернул Римской империи некоторые западные территории, включая Рим и сам Итальянский полуостров, но и кодифицировал римское право (его кодификация оставалась в силе во многих районах Европы до XIX века) и заказал строительство самого большого и самого архитектурно продвинутого здания раннего средневековья — Собора Святой Софии. Однако его правление также ознаменовалось вспышкой эпидемии бубонной чумы, теперь известной как чума Юстиниана. Сам император был поражён, и менее чем за год, по оценкам, 200 000 константинопольцев — двое из каждых пяти жителей города — умерли от этой болезни.

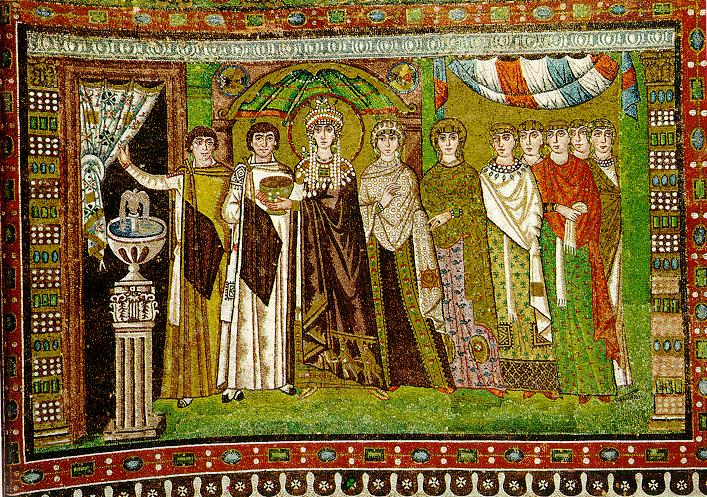
Феодора, жена Юстиниана I, и её свита, мозаика VI века из базилики Сан-Витале в Равенне.

Преемники Юстиниана Маврикий и Ираклий I противостояли вторжениям аварских и славянских племён. После опустошений, нанесённых славянами и аварами, большие территории Балкан обезлюдели. В 626 году Константинополь, безусловно, крупнейший город ранней средневековой Европы, выдержал совместную осаду аваров и персов. В течение нескольких десятилетий Ираклий завершил священную войну против персов, захватив их столицу и убив сасанидского монарха. Однако Ираклий дожил до того, как его впечатляющий успех был сведён на нет мусульманскими завоеваниями Сирии, Палестины, Египта и Северной Африки, чему в значительной степени способствовали религиозная разобщённость и распространение еретических движений (особенно монофизитства и несторианства) в районах, обращённых в ислам.

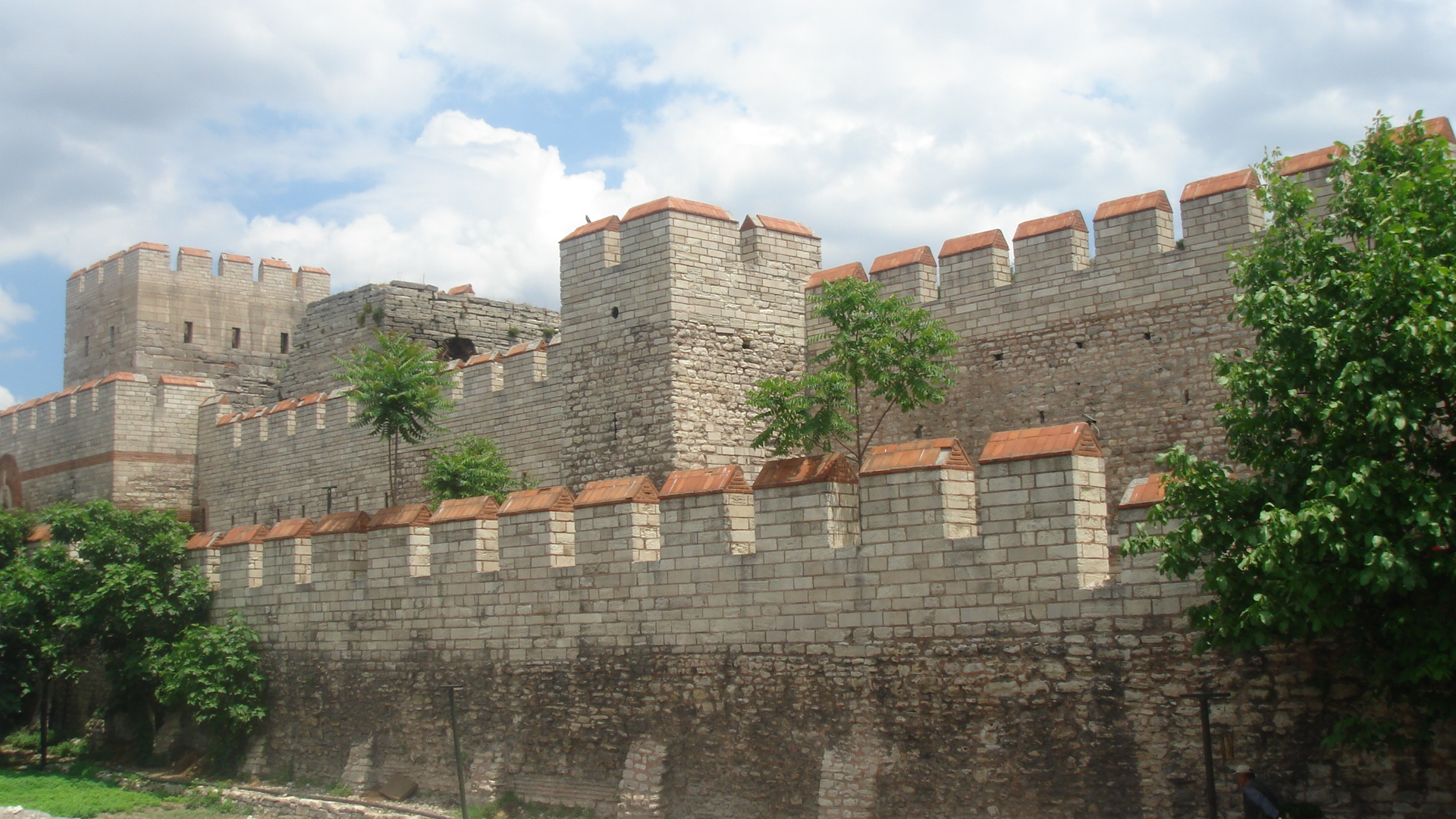
Стены Константинополя.

Хотя преемникам Ираклия удалось спасти Константинополь от двух арабских осад (в 674-77 и 717 годах), империя VIII-го и начала IX-го века была потрясена иконоборческими спорами, перемежавшимися династической борьбой между различными фракциями при дворе. Булгарские и славянские племена извлекли выгоду из этих беспорядков и вторглись в Иллирию, Фракию и даже Грецию. После решающей победы при Онгале в 680 году армии булгар и славян продвинулись к югу от Балканских гор, снова разгромив ромеев, которые затем были вынуждены подписать унизительный мирный договор, в котором признавалось создание Первого Болгарского царства на границах империи.
Для противодействия этим угрозам была введена новая система администрирования. Региональная гражданская и военная администрация были объединены в руках генерала, или стратега. Фема, которая ранее обозначала подразделение ромейской армии, стала относиться к региону, управляемому стратегом. Реформа привела к появлению крупных землевладельческих семей, которые контролировали региональные вооружённые силы и часто выдвигали свои претензии на трон (характерные примеры Варда Фока Старший и Варда Склир).

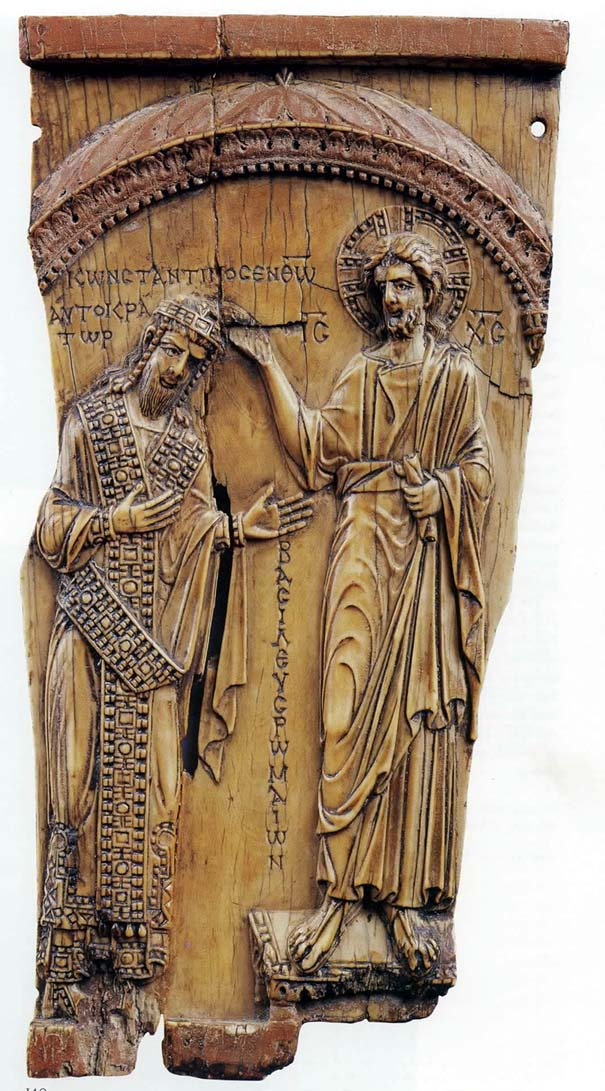
Христос, венчающий Константина VII, доска из слоновой кости, ок. 945 года.

К началу VIII века, несмотря на сокращение территории, Константинополь оставался самым крупным и богатым городом к западу от Китая, сравнимым только с сасанидским Ктесифоном, а затем с аббасидским Багдадом. Население столицы империи колебалось между 300 000 и 400 000 человек, поскольку императоры предприняли меры, чтобы сдержать его рост. Единственными другими крупными христианскими городами были Рим (50 000) и Салоники (30 000). Ещё до того, как пришёл VIII-й век, закон о фермерстве ознаменовал возрождение сельскохозяйственных технологий Римской империи. Как отмечала Британская энциклопедия 2006 года, «технологическая база ромейского общества была более развитой, чем в Западной Европе: железные орудия труда можно было найти в деревнях, водяные мельницы усеивали ландшафт, а посеянные на полях бобы обеспечивали рацион, богатый белком».
Восхождение македонской династии в 867 году ознаменовало конец периода политических и религиозных потрясений и положило начало новому золотому веку империи. В то время как талантливые полководцы, такие как Никифор Фока, расширяли границы, македонские императоры (такие как Лев VI и Константин VII) руководили культурным расцветом в Константинополе, известным как Македонский ренессанс. Просвещённые македонские правители презирали правителей Западной Европы как неграмотных варваров и поддерживали номинальные претензии на господство над Западом. Хотя коронация Карла Великого в Риме в 800 году бросила им вызов в этом плане, ромейские правители не относились к своим западным коллегам как к равным. Как правило, они мало интересовались политическими и экономическими событиями на варварском (с их точки зрения) Западе.
На этом экономическом фоне культура и имперские традиции Восточной Римской империи привлекали её северных соседей — славян, булгар и хазар — в Константинополь в поисках либо грабежа, либо просвещения. В VII веке произошло великое переселение славян, которые двинулись на запад к Эльбе, на юг к Дунаю и на восток к Днепру и заняли освободившиеся территории. К IX веку славяне распространились на малонаселённые территории к югу и востоку от этих естественных границ, мирно ассимилировав коренное иллирийское и финно-угорское население.

## Распространение христианства
Христианизация германских племён началась в IV веке с обращения готов и продолжалась на протяжении всего периода раннего Средневековья. В VI и VII вв. христианскую веру распространяли ирландские и шотландские миссионеры (Св. Ниниан, Св. Колумба), в VIII и IX веке — англо-саксонские, которые подобно Алкуину, сыграли важную роль в формировании эпохи Каролингского возрождения. К 1000 г. христианство распространилось по всей Европе, за исключением отдалённых регионов Скандинавии и Балтики, обращение которых произошло позднее, в период Высокого Средневековья.

## Рост арабского влияния
Арабское завоевание Испании произошло за довольно короткий период 711—714 годов, что было неудивительно, учитывая что за такой или даже меньший период времени арабы объединили Аравию в единое исламское государство (628—634), покорили Сирию (634—638), завоевали Египет (639—646) и т. д.
Вестготское королевство пало. Сопротивление вестготов было сломлено, иберо-римляне практически не оказали сопротивления завоевателям, а значительное еврейское меньшинство даже приветствовало его, надеясь таким образом, получить равные с христианами права. Магрибская династия Омейяды взяла власть в Иберии в свои руки, поддерживая доминантную роль ислама руками берберских наёмников. Завоевав Испанию, арабы вторглись во Франкское королевство и вплоть до 732 года совершали набеги по всему югу Франции до реки Луара, пока не были разгромлены у Пуатье.
В 718 году мусульмане контролировали практически весь Иберийский полуостров, а в 721 году ими была завоёвана и Септимания, где правил последний вестготский король Ардо. Только в самых северных районах королевства мусульмане встретили серьёзное сопротивление, и эти районы остались не завоёванными ими. Там в 714 году был провозглашён новый вестготский король Агила II, и там в 718 году возникло новое королевство — Астурия, ставшее плацдармом непокорённых христиан и зародышем будущей Испании. Битва при Ковадонге (722), в которой христиане одержали первую победу, положила начало Реконкисте — длительному процессу отвоёвывания испанцами и португальцами земель на Иберийском полуострове.

## Рождение Латинского Запада

### 700—850
Из-за сложного набора причин условия в Западной Европе начали улучшаться после 700 года. В тот год двумя основными державами в Западной Европе были франки в Галлии и лангобарды в Италии. Лангобарды были полностью романизированы, и их королевство было стабильным и хорошо развитым. Франки, напротив, почти не отличались от своих варварских германских предков. Их королевство было слабым и разделённым. Невозможно назвать точное время, но к концу столетия Ломбардское королевство исчезло, в то время как Франкское королевство едва ли не заново собрало Западную Римскую империю.
Хотя большая часть римской цивилизации к северу от реки По была стёрта с лица земли в годы после распада Западной Римской империи, между V и VIII веками, новая политическая и социальная инфраструктура начала развиваться. Многое изначально было германским и языческим. Арианские христианские миссионеры распространяли арианское христианство по всей Северной Европе, хотя к 700 году религия северных европейцев была в значительной степени смесью германского язычества, христианизированного язычества и арианства. К этому времени католичество едва начало распространяться в Северной Европе. Благодаря практике симонии местные князья, как правило, выставляли церковные конторы на аукцион, заставляя священников и епископов функционировать так, как будто они были ещё одним дворянином под покровительством сеньора. Напротив, сеть монастырей возникла, когда монахи искали отделения от мира. Эти монастыри оставались независимыми от местных князей и в течение этого времени составляли «церковь» для большинства северных европейцев. Будучи независимыми от местных князей, они все чаще выделялись в качестве центров обучения, науки и религиозных центров, где люди могли получать духовную или денежную помощь.
Взаимодействие между культурой переселенцев, их дружинной честью, остатками классической культуры и христианским влиянием породило новую модель общества, частично основанную на феодальных обязательствах. Централизованные административные системы римлян не выдержали изменений, и институциональная поддержка рабства в основном исчезла. Англосаксы в Англии также начали переходить из англосаксонского многобожия после прибытия христианских миссионеров около 600 года.

### Италия

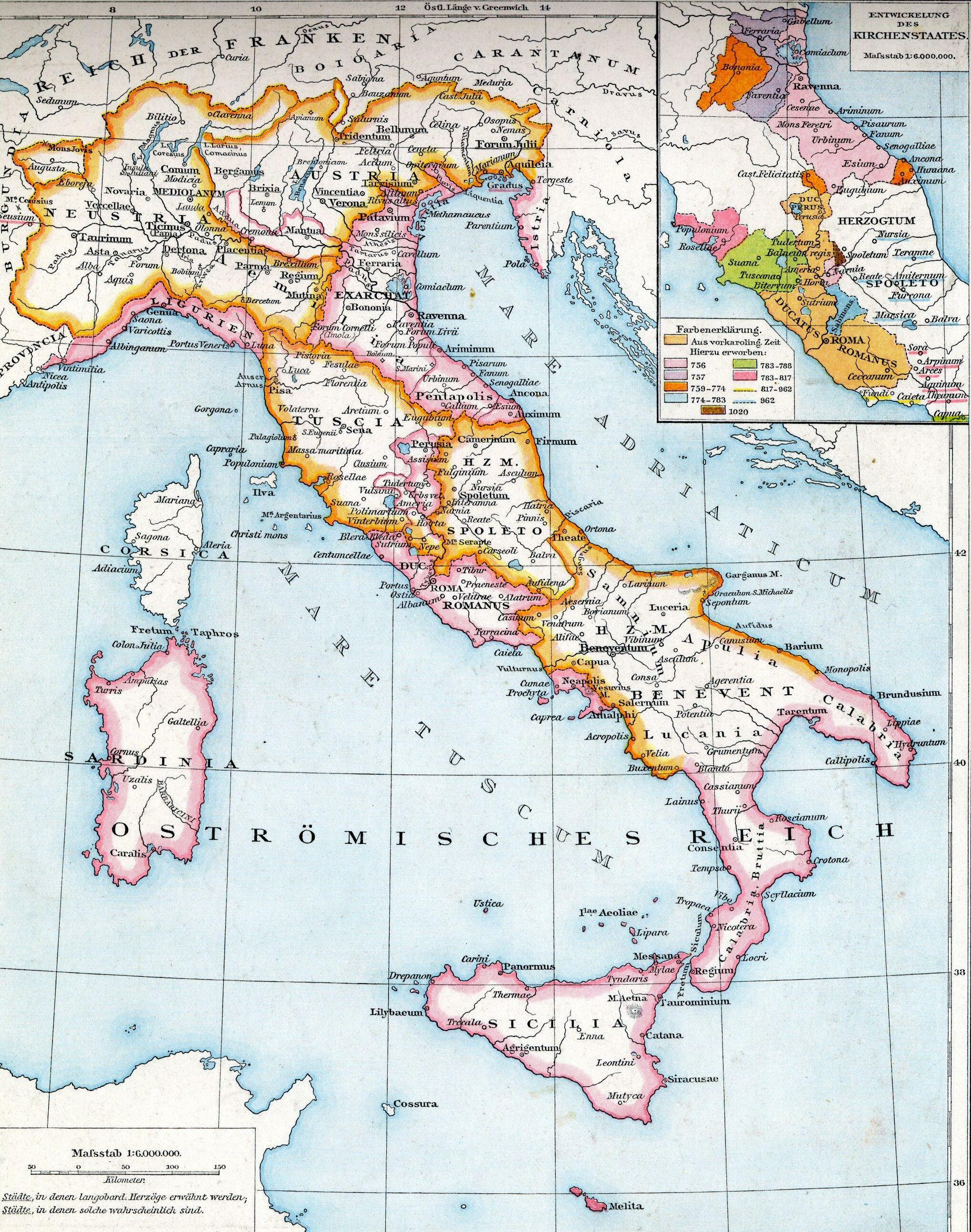
Италия при Лангобардах

Лангобарды, которые впервые пришли в Италию в 568 году под командованием Альбоина, создали на севере государство со столицей в Павии. Несмотря на военные успехи они не смогли покорить Экзархат Равенны, Калабрию и Апулию. Следующие двести лет они были заняты попытками отвоевать эти территории у Византии.
Лангобардское королевство было относительно романизированным, по крайней мере, по сравнению с германскими королевствами в северной Европе. Сначала оно было сильно децентрализовано, и у отдельных сеньоров был практический суверенитет в их герцогствах, особенно в южных герцогствах Сполето и Беневенто. В течение десяти лет после смерти Клефа в 575 году лангобарды даже не избрали короля; этот период называется правлением герцогов. Первый письменный правовой кодекс был составлен на вульгарной латыни в 643 году: Edictum Rothari. Это была прежде всего кодификация устной правовой традиции народа.
Ломбардское государство было хорошо организовано к концу долгого правления Лиутпранда (717—744), но его крах был внезапным. Не поддержанный герцогами, король Дезидерий был побеждён и вынужден сдать своё королевство Карлу Великому в 774 году. Королевство Ломбардия включилось в состав франкской империи. Франкский король Пипин Короткий выделил папе «Папскую область», а территория к северу от этой полосы папского лена управлялась в основном ломбардскими и франкскими вассалами Императора Священной Римской империи вплоть до подъёма городов-государств в XI и XII веках.
На юге начался период хаоса. Герцогство Беневенто сохранило свой суверенитет перед лицом претензий как Западной, так и Восточной империй. В IX веке мусульмане завоевали Сицилию. Города на Тирренском море отошли от византийского сюзеренита. Различные государства из-за различной номинальной верности постоянно вели частные войны, пока события не достигли своего апогея в начале XI века с приходом норманнов, которые к концу века покорили весь юг.

### Британия

Британия около 800-х годов

Римская Британия находилась в состоянии политического и экономического коллапса со времени ухода римлян. Серия миграций (традиционно называемых вторжением) германских народов началась в начале пятого века, и к шестому веку остров будет состоять из множества небольших королевств, ведущих постоянную войну друг с другом. Христианство стало распространяться среди англосаксов в шестом столетии, и 597 год был назван традиционной датой его принятия.
Западная Британия (Уэльс), восточная и северная Шотландия (Пиктленд) и шотландское высокогорье и острова продолжили свою самостоятельную эволюцию. С пятого века ирландцы находились под влиянием ирландцев западной Шотландии, они приняли христианство в шестом веке под влиянием Колумбы, а валлийцы были христианами с римской эпохи.
Нортумбрия была гегемоном в 600—700 годах, поглотив несколько более слабых англосаксонских и бриттских королевств, тогда как Мерсия имела аналогичный статус в 700—800 годах. Уэссекс поглотит все королевства на юге, как англосаксонские, так и бритские. В Уэльсе консолидация власти не начнётся до девятого века при потомках Мерфина Фрича из Гвинедда, установленная им власть продлится до вторжения норманнов в Уэльс в 1081 году.
Первые набеги викингов на Британию начались до 800 года, увеличиваясь в размерах и разрушительности с течением времени. В 865 году большая, хорошо организованная армия датских викингов (называемая Великой языческой армией) предприняла попытку завоевания, сломав или ослабив англосаксонскую власть повсюду, кроме Уэссекса. Под руководством Альфреда Великого и его потомков Уэссекс сначала выживал, затем сосуществовал и в конце концов победил датчан. Затем он основал Королевство Англии и его потомки правили Англией до создания англо-датского королевства Кнуда Могучего, а затем до Нормандского вторжения в 1066 году.
Набеги и вторжения викингов были не менее драматичными для севера. Поражение пиктов в 839 году привело к власти норвежцев в самой северной Шотландии и привело к объединению пиктов и гэлов под предводительством Кеннета Макальпина, который стал Королём Альбы, предшественником Короля Шотландии. Викинги объединились с Гэлами Гебридов и основали Королевство Островов.

### Франки
Первым историческим вождём салических франков большинство историков признают Хильдерика (около 457 — около 481), сына легендарного Меровея из династии Меровингов. Именно при нём будущая территория франкского королевства начала расширяться. Он сражался под предводительством римского полководца Эгидия с вестготами и оказал поддержку полководцу Павлу в борьбе с саксами.

Карта франкского государства — территориальные расширения от 481 до 814 г.

Меровинги обосновались в вакууме власти бывших римских провинций в Галлии. В 496 году, вскоре после победы над алеманнами, сын Хильдерика Хлодвиг I принял христианство, и впоследствии стал основателем франкского королевства, которое в течение трёх веков стало мощнейшим государством Западной Европы. К концу правления Хлодвиг подчинил практически всю Галлию, в том числе соседствующие франкские племена, живущие по Рейну, и включил их земли в своё королевство. Также он подчинил различные римские военизированные поселения (лаети), разбросанные по территории Галлии. Благодаря салическому обычаю право наследования было абсолютным, и все земли которыми владел землевладелец делились поровну между сыновьями покойного. Это означало, что когда король предоставлял герцогу землю в награду за службу, этот герцог и все его потомки имели вотчинное право на эту землю, которое ни один будущий король не мог оспорить. Точно так же эти герцоги (и их сыновья) могли сдавать в аренду свою землю своим собственным вассалам, которые, в свою очередь, могли сдавать землю в субаренду более низким суб-вассалам. Все это привело к ослаблению власти короля по мере роста его королевства, поскольку в результате земли стали контролироваться не только большим количеством герцогов и вассалов, но и несколькими слоями вассалов. Это также позволило дворянам попытаться построить свою собственную базу власти, хотя, учитывая строгую салическую традицию наследственного царствования, мало кто мог подумать о свержении короля.

Это все более и более абсурдное соглашение было подчёркнуто Карлом Мартеллом, который, будучи майордомом франков, был фактически самым могущественным герцогом в королевстве. Его самым известным достижением была победа над Омейядским халифатом в битве при Пуатье, которая спасла Европу от мусульманских завоеваний, а также она значительно расширила влияние франков. Именно под его покровительством святой Бонифаций расширил влияние франков на территорию Германии, перестроив немецкую церковь, в результате чего в течение столетия немецкая церковь была самой сильной церковью в Западной Европе. Тем не менее, несмотря на своё влияние, Карл Мартелл отверг идею о свержении франкского короля. Его сын, Пипин Короткий, унаследовал власть отца и использовал её для дальнейшего расширения влияния франков. Однако, в отличие от своего отца, Пипин решился на захват трона франкского королевства. Учитывая насколько сильно франкская культура придерживалась своего принципа престолонаследия, мало кто поддержал бы его попытку свержения короля. Вместо этого он обратился за помощью к папе Римскому Захарию, который был уязвим из-за ссоры с византийским императором из-за иконоборческого противостояния. Пипин согласился поддержать папу и даровать ему землю (что впоследствии предоставило легальный базис для основания Папского государства) в обмен на благословление в качестве нового франкского короля. Учитывая, что претензии Пипина на королевский трон теперь основывались на авторитете выше франкского обычая, Пепину не было оказано никакого сопротивления. На этом правление династии Меровингов закончилась, и началось правление Каролингов.

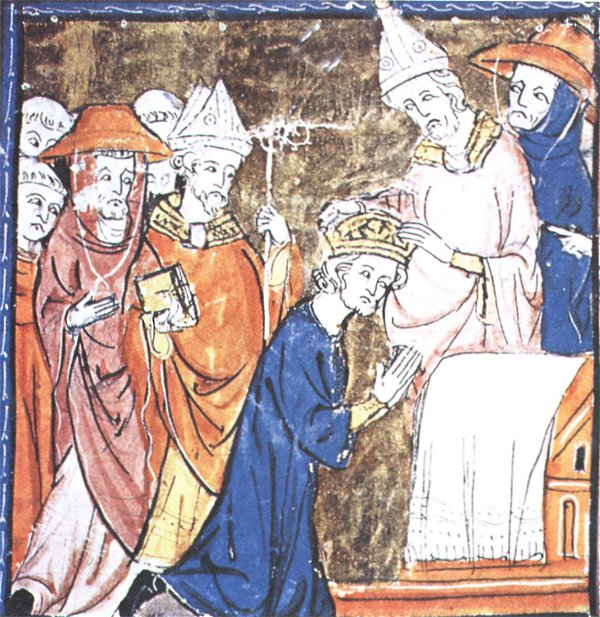
Коронация Карла Великого императором Запада

Сын Пипина, Карл Великий, продолжил идти по стопам отца и деда. Он расширил и консолидировал Франкское королевство (теперь обычно называемое Империей Каролингов). Его правление также ознаменовалось культурным возрождением, обычно именуемым Каролингским возрождением. В Рождество 800 года в базилике Святого Петра, во время праздничной мессы, папа Лев III приблизился к своему гостю и возложил ему на голову императорскую корону. Все находившиеся в соборе франки и римляне дружно воскликнули: «Да здравствует и побеждает Карл Август, Богом венчанный великий и миротворящий римский император». Хотя всё это не стало для Карла неожиданностью, он, по свидетельству Эйнхарда, первое время делал вид, что недоволен «самовольным» поступком папы. После смерти Карла Великого его империя объединяла большую часть современной Франции, Бельгии, Нидерландов, западной Германии, Австрии и северной Италии. Спустя три поколения империя оказалась в кризисе. Вместо упорядоченной преемственности его империя была разделена в соответствии с франкским обычаем наследования, что привело к нестабильности, которая мучила его империю до тех пор, пока последний король единой империи, Карл III Толстый, не умер в 887 году, что привело к расколу империи на Западно-Франкское королевство (ставшее впоследствии Французским королевством) и Восточно-Франкское королевство (ставшее впоследствии Священной Римской империей).

## Феодализм

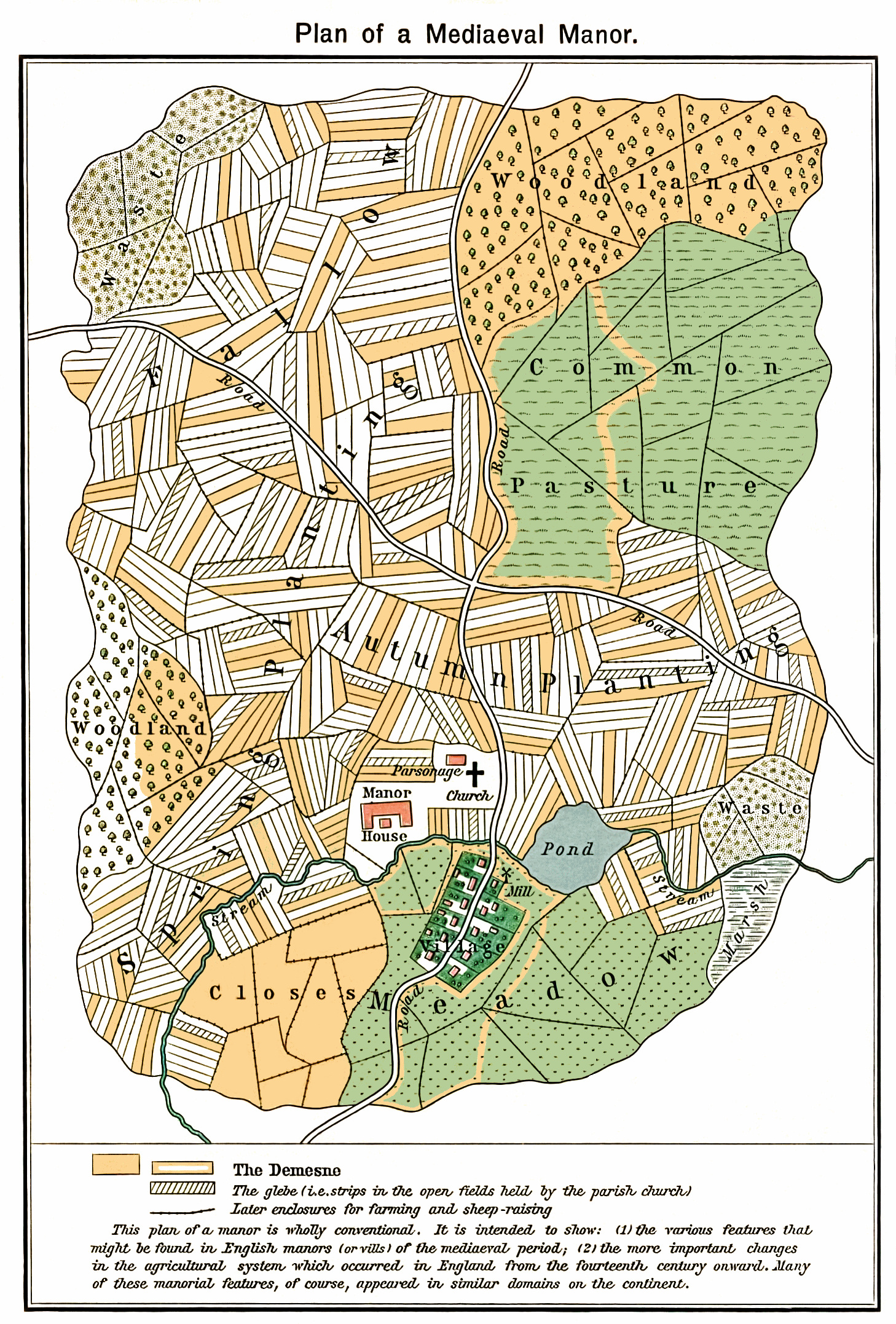
Примерный план средневекового манора

В результате объединения частично разрушенной западно-римской социально-экономической структуры и германской протомилитомагнарной системы производственных отношений возник совершенно новый общественно-экономический уклад и, соответственно, способ производства, который принято называть феодальным. Сам факт слияния порядков коренного населения Западной Римской империи с германцами давно уже замечен историками, которые назвали это явление романо-германским синтезом.
Около 800 года произошёл возврат к систематическому сельскому хозяйству в форме системы открытых полей. Маноры имели несколько полей, каждое из которых было разделено на полосы земли в 1 акр (4000 м2). В идеализированной форме системы каждая семья получила тридцать таких полос земли. Трёхполье было впервые разработано в 9-м веке, и заключалось в том, что пшеницу или рожь сажали на одном поле, на втором поле была азотфиксирующая культура, а третье было под паром.
По сравнению с более ранней системой двуполья, система трёхполья позволяла обрабатывать значительно больше земли. Система позволяла собирать два урожая в год, снижая риск того, что неурожай приведёт к голоду. Новые технологии создавали избыток овса, который можно было использовать для кормления лошадей. Этот избыток позволил заменить быка лошадью. Поскольку система требовала серьёзной перестройки землевладения и социального порядка, широкого использования она достигла только к XI веку. Тяжёлый колёсный плуг был введён в конце X века. Манускрипты изображают двухколёсные плуги с отвалом или изогнутым металлическим отвалом, а также сошником — вертикальным лезвие перед отвалом. Римляне же использовали лёгкие бесколёсные плуги с плоскими железными долями, которые часто оказывались непригодными для тяжёлых почв Северной Европы.
Возврат к системному сельскому хозяйству совпал с введением новой социально-экономической системой под названием феодализм. Эта система отличалась иерархией взаимных обязательств. Каждый человек должен был служить своему начальнику в обмен на защиту последнего. Это создавало путаницу территориального суверенитета, поскольку со временем верность подверглась изменениям и иногда была взаимно противоречивой. Феодализм позволил государству обеспечить определённую степень общественной безопасности, несмотря на продолжающееся отсутствие бюрократии и письменных документов.

## Викинги
Эпоха викингов охватывает период с 793 по 1066 гг. За два с половиной столетия этот народ во время военных рейдов и торговых путешествий исследовал значительную часть Европы, юго-запад Азии, север Африки и северо-восточное побережье Северной Америки.
Викинги (дат. Viking, швед. Vikingar, норв. Vikingene) — раннесредневековые скандинавские мореходы, в VIII—XI веках совершавшие морские походы от Винланда до Биармии и от Каспия до Северной Африки. В основной массе это были свободные крестьяне, жившие на территории современных Швеции, Дании и Норвегии, которых толкали за пределы родных стран перенаселение и жажда лёгкой наживы. По религии — язычники.
Шведские викинги, как правило, путешествовали на восток и фигурировали в древнерусских и византийских источниках под именем варягов. Норвежские и датские викинги двигались в своём большинстве на запад и известны по латинским источникам под именем норманнов (лат. Normanni). Взгляд на викингов изнутри их общества дают скандинавские саги, однако подходить к этому источнику следует с осторожностью ввиду зачастую поздней даты их составления и записи.

## Киевская Русь
Существуют две основные гипотезы образования Древнерусского государства. Согласно норманской теории, опирающейся на «Повесть временных лет» XII века, многочисленные западноевропейские и византийские источники, а также на результаты исследований ономастики и археологии, оно было создано извне варягами, возглавляемыми братьями Рюриком, Синеусом и Трувором в 862 году или же родственником Рюрика Олегом, захватившим Киев в 882 году. В то же время некоторые представители норманизма, такие как В. О. Ключевский, называют первоначальной формой Русского государства киевское варяжское княжество Аскольда и Дира, которое стало центром консолидации восточнославянских племён и княжеств в единое государство, а не Новгородское государство Рюрика, которое они называют местным и кратковременным варяжским княжеством.

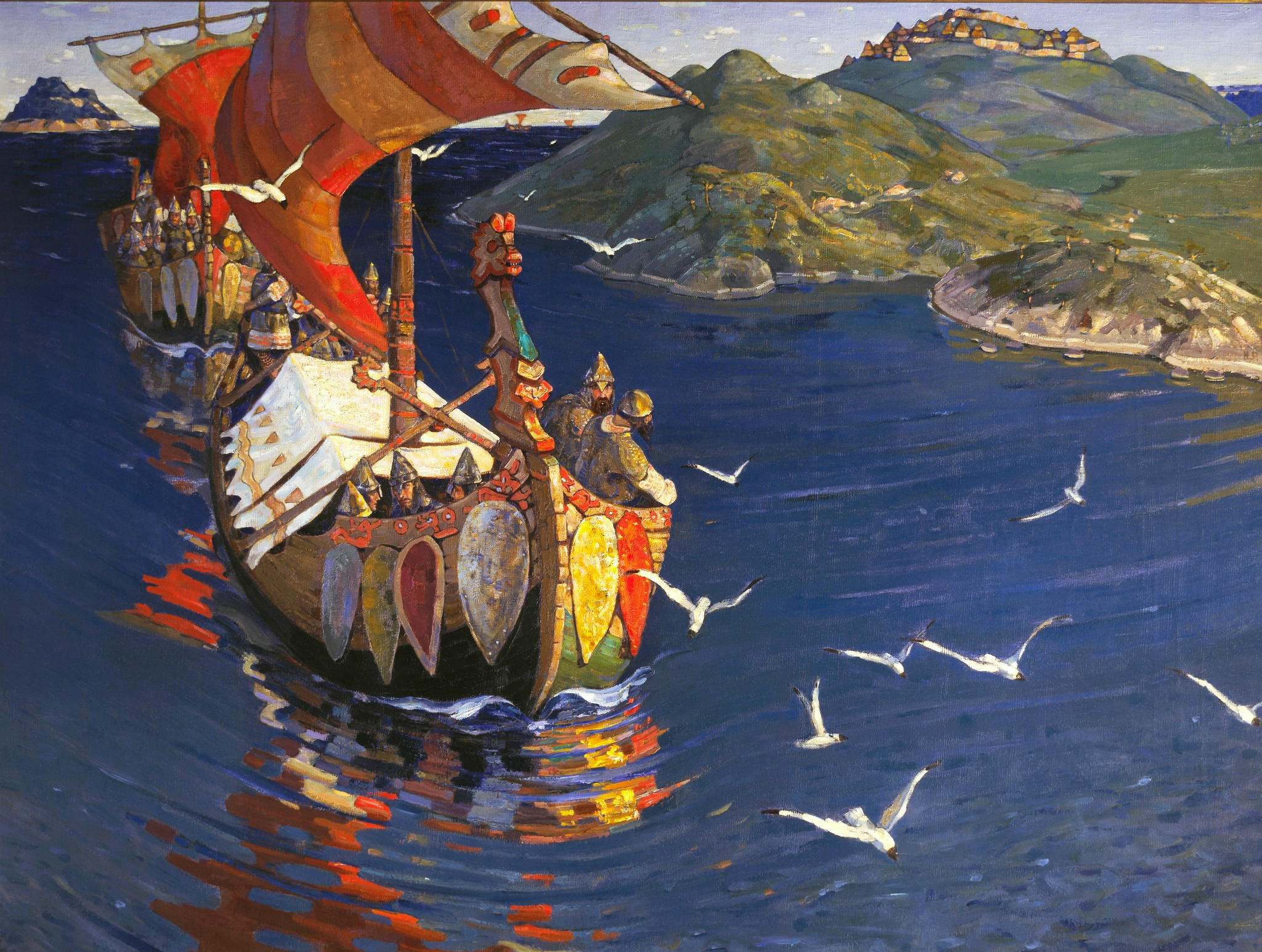
«Заморские гости», Н. К. Рерих

Антинорманизм основывается на концепции невозможности привнесения государственности извне, на идее возникновения государства как этапа внутреннего развития общества.
Основоположником этой теории в русской историографии считался М. В. Ломоносов. Кроме того, существуют различные точки зрения на происхождение самих варягов. Учёные, относимые к норманистам, считали их скандинавами (обычно шведами), часть антинорманистов, начиная с Ломоносова, предлагает их происхождение из западнославянских земель. Существуют и другие версии локализации — в Финляндии, Пруссии, другой части Прибалтики. Проблема этнической принадлежности варягов независима от вопроса возникновения государственности.
Первое надёжно датируемое известие о руси и государстве русов относится к первой трети IX века: в Бертинских анналах под 839 годом упомянуты послы кагана народа рос (rhos), прибывшие сначала в Константинополь, а оттуда ко двору франкского императора Людовика Благочестивого. Император расследовал цель их прибытия и выяснил, что они из народа свеев (шведов, то есть скандинавов).
В 860 году («Повесть временных лет» ошибочно относит его к 866 году) русь совершает первый поход на Константинополь. Греческие источники связывают с ним так называемое первое крещение Руси, после которого на Руси, возможно, возникла епархия и правящая верхушка (возможно, во главе с Аскольдом) приняла христианство.
Если следовать «Повести временных лет», Государству Рюрика предшествовала конфедерация славянских и финно-угорских племён, изгнавшая, а затем призвавшая варягов.В 862 году, согласно «Повести временных лет» (дата приблизительна, как и вся ранняя хронология русских летописей), славянские и финно-угорские племена, прежде изгнавшие варягов, призвали их на княжение:

В год 6370 (862). И изгнали варягов за море, и не дали им дани, и начали сами собой владеть, и не было среди них правды, и встал род на род, и была у них усобица, и стали воевать друг с другом. И сказали: «Поищем сами себе князя, который бы владел нами и рядил по ряду и по закону». Пошли за море к варягам, к руси. Те варяги назывались русью, как другие называются шведы, а иные — норманны и англы, а ещё иные готы — вот так и эти. Сказали руси чудь, славяне, кривичи и весь: «Земля наша велика и обильна, а порядка в ней нет. Приходите княжить и владеть нами». И избрались трое братьев со своими родами, и взяли с собой всю русь, и пришли прежде всего к славянам. И поставили город Ладогу. И сел старший, Рюрик, в Ладоге, а другой — Синеус, — на Белом озере, а третий, Трувор, — в Изборске. И от тех варягов прозвалась Русская земля.
Оригинальный текст (древнерусск.)В лѣто 6370. И изгнаша варягы за море, и не даша имъ дани, и почаша сами в собѣ володѣти. И не бѣ в нихъ правды, и въста родъ на род, и быша усобицѣ в них, и воевати сами на ся почаша. И ркоша: «Поищемъ сами в собѣ князя, иже бы володѣлъ нами и рядилъ по ряду, по праву.» Идоша за море к варягом, к руси. Сице бо звахуть ты варягы русь, яко се друзии зовутся свее, друзии же урмани, аньгляне, инѣи и готе, тако и си. Ркоша руси чюдь, словенѣ, кривичи и вся: «Земля наша велика и обилна, а наряда въ ней нѣтъ. Да поидете княжить и володѣть нами». И изъбрашася трие брата с роды своими, и пояша по собѣ всю русь, и придоша къ словѣномъ пѣрвѣе. И срубиша город Ладогу. И сѣде старѣйший в Ладозѣ Рюрикъ, а другий, Синеусъ на Бѣлѣ озерѣ, а третѣй Труворъ въ Изборьсцѣ. И от тѣхъ варягъ прозвася Руская земля.

В том же 862 году (дата также приблизительна) варяги и дружинники Рюрика Аскольд и Дир, направлявшиеся в Константинополь, подчинили себе Киев, тем самым установив полный контроль над важнейшим торговым путём «из варяг в греки». При этом Новгородская и Никоновская летописи не связывают Аскольда и Дира с Рюриком, а хроника Яна Длугоша и Густынская летопись называют их потомками Кия.
В 879 году в Новгороде умер Рюрик. Княжение было передано Олегу (которого впоследствии стали именовать Олегом Вещим), регенту при малолетнем сыне Рюрика Игоре.

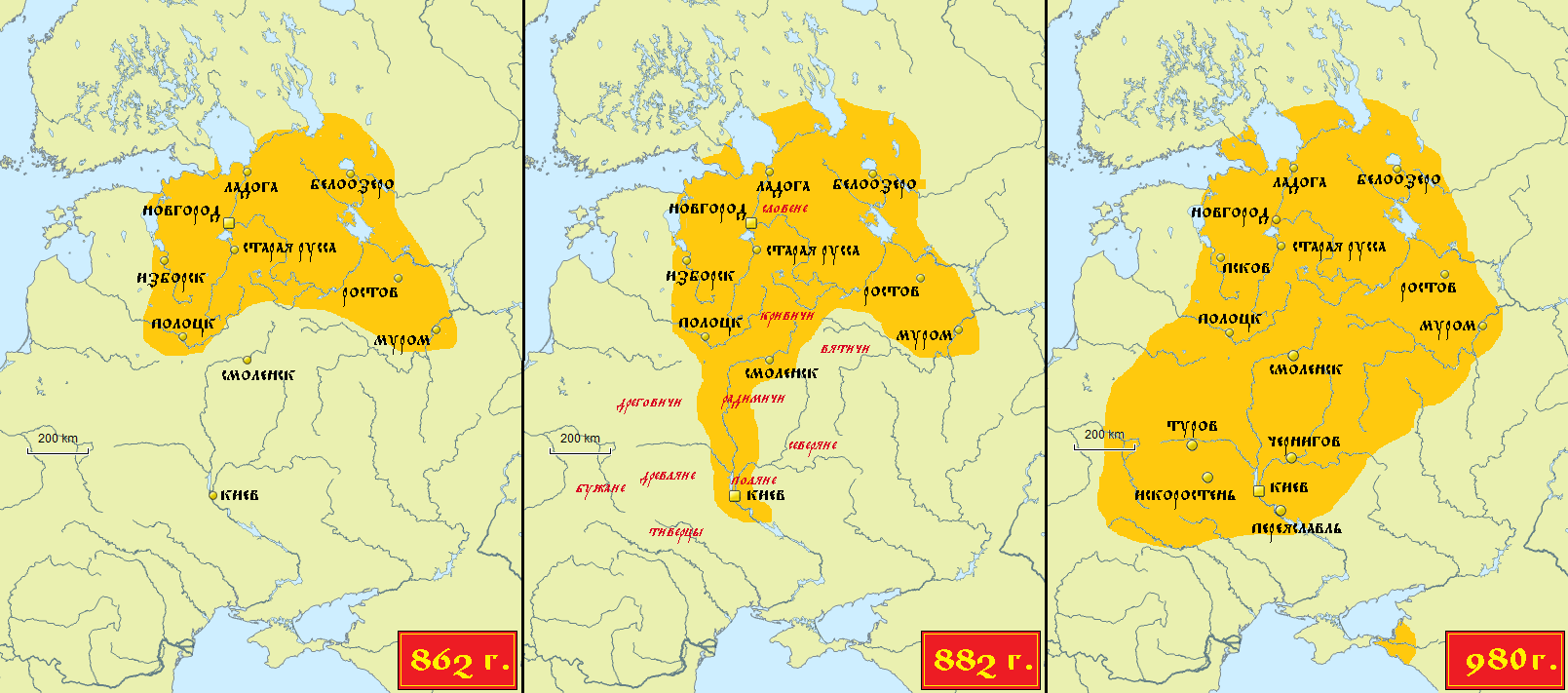
Расширение территории Древнерусского государства в IX—X веках под властью династии Рюриковичей. Частью историков отсчитывается от времени объединения Новгорода с Киевом в одних руках (карта 2)

В 882 году, по летописной хронологии, князь Олег отправился в поход из Новгорода на юг, по пути захватив Смоленск и Любеч, установив там свою власть и поставив на княжение своих людей. Далее Олег с новгородским войском и наёмной варяжской дружиной захватил Киев, убил правивших там Аскольда и Дира и объявил Киев столицей своего государства. Господствующей религией было язычество, хотя в Киеве уже существовала и христианская община.
Святослав Игоревич (умер в 972 г.) добился первого значительного расширения территориального контроля Киевской Руси, вступив в войну против Хазарского каганата и нанеся серьёзный удар по Болгарии. Набег Святослава (967 г. или 968 г.), совершенный по просьбе Византии, привёл к распаду Болгарского царства и оккупации Русью востока страны. Последовавшее затем прямое военное противостояние между Русью и Византией (970—971) завершилось победой Византии, вследствие чего Святослав отступил из Болгарии. При возвращении на Русь Святослав Игоревич был убит весной 972 года печенегами, а восточная часть Болгарского царства была присоединена к Византии.
После смерти Святослава между его сыновьями разгорелась междоусобица за право на престол (972—978 или 980). Старший сын Ярополк стал великим киевским князем, Олег получил древлянские земли, а Владимир — Новгород. В 977 году Ярополк разбил дружину Олега, а сам Олег погиб. Владимир бежал «за море», но вернулся через два года с варяжской дружиной. В ходе междоусобицы Владимир Святославич отстоял свои права на престол (годы правления 980—1015). При нём завершилось формирование государственной территории Древней Руси, были присоединены червенские города и Закарпатье, а в 988 году официальной религией Руси становится христианство. Став киевским князем, Владимир столкнулся с возросшей печенежской угрозой. Для защиты от кочевников он строит на границе линии крепостей, гарнизоны которых набирал из «лучших мужей» северных племён. Именно во времена Владимира происходит действие многих русских былин, повествующих о подвигах богатырей.
Правление Ярослава Владимировича (позже названного Ярославом Мудрый) (1019—1054) стало порой наивысшего расцвета государства. Общественные отношения регулировались сборником законов Русская Правда и княжескими уставами. Ярослав Мудрый проводил активную внешнюю политику. Он породнился с множеством правящих династий Европы, что свидетельствовало о широком международном признании Руси в европейском христианском мире. В городах, крупнейшими из которых были Киев, Новгород, Ладога, Смоленск, Полоцк, Изборск, Чернигов, Переяславль, Туров, Ростов, Белоозеро, Плесков (Псков), Муром, Овруч, Владимир-Волынский и другие, развивались ремёсла и торговля. Создавались памятники письменности («Слово о законе и благодати», Новгородский кодекс, Остромирово евангелие, жития и первые летописи, позднее положенные в основу ПВЛ). Началось каменное строительство (выдающимися памятниками архитектуры стали Десятинная церковь, Софийский собор в Киеве и одноимённые соборы в Новгороде и Полоцке).
После смерти Ярослава в 1054 году Русь была разделена в соответствии с его завещанием между пятью сыновьями. Старшему Изяславу отошли Киев и Новгород, Святославу — Чернигов, Рязань, Муром и Тмутаракань, Всеволоду — Переяславль и Ростов, младшим, Вячеславу и Игорю — Смоленск и Волынь. Установившийся порядок замещения княжеских столов получил в современной историографии название «лествичного». Князья продвигались поочерёдно от стола к столу в соответствии со своим старшинством. Со смертью одного из князей происходило передвижение нижестоящих на ступеньку вверх. Но, если один из сыновей умирал раньше своего родителя и не успевал побывать на его столе, то его потомки лишались прав на данный стол и становились «изгоями». С одной стороны, такой порядок препятствовал изоляции земель, так как князья постоянно перемещались от одного стола к другому, но с другой, порождал постоянные конфликты между дядями и племянниками.

## Основание Священной Римской империи
Священная Римская империя (с 1512 года — Священная Римская империя германской нации; лат. Sacrum Imperium Romanum Nationis Germanicæ или Sacrum Imperium Romanum Nationis Teutonicæ, нем. Heiliges Römisches Reich Deutscher Nation), в старинных русских источниках также царство Римское, Цезария и так далее — государственное образование, существовавшее с 962 по 1806 годы и объединявшее многие территории Европы. В период наивысшего расцвета в состав империи входили Германия, являвшаяся её ядром, северная и средняя Италия, Нидерланды, Чехия, а также некоторые регионы Франции. С 1134 года формально состояло из трёх королевств: Германии, Италии и Бургундии. С 1135 года в состав империи вошло королевство Чехия, официальный статус которого в составе империи был окончательно урегулирован в 1212 году.
Империя была основана в 962 году восточно-франкским королём Оттоном I Великим и рассматривалась как прямое продолжение античной Римской империи и франкской империи Карла Великого. Процессы становления единого государства в империи за всю историю её существования так и не были завершены, и она оставалась децентрализованным образованием со сложной феодальной иерархической структурой, объединявшей несколько сотен территориально-государственных образований. Во главе империи стоял император. Императорский титул не был наследственным, а присваивался по итогам избрания коллегией курфюрстов. Власть императора никогда не была абсолютной и ограничивалась высшей аристократией Германии, а с конца XV века — рейхстагом, представлявшим интересы основных сословий империи.
В ранний период своего существования империя имела характер феодально-теократического государства, а императоры претендовали на высшую власть в христианском мире. Усиление папского престола и многовековая борьба за обладание Италией при одновременном росте могущества территориальных князей в Германии значительно ослабили центральную власть в империи. В период позднего Средневековья возобладали тенденции дезинтеграции, угрожающие превратить Священную Римскую империю в конгломерат полунезависимых образований. Однако осуществлённая в конце XV — начале XVI века «имперская реформа» позволила укрепить единство страны и сформировать новый баланс власти между императором и сословиями, позволившей империи относительно успешно конкурировать с национальными государствами Западной Европы. Кризис Реформации и Тридцатилетней войны был преодолён ценой дальнейшего ограничения власти императора и превращением общесословного рейхстага в главный элемент имперской конструкции. Империя нового времени обеспечивала сосуществование нескольких конфессий в рамках единого государства и сохранение самостоятельности её субъектов, а также защиту традиционных прав и привилегий сословий, однако потеряла способность к экспансии, усилению центральной власти и ведению наступательных войн. Развитие крупных немецких княжеств по пути внутренней консолидации и становления собственной государственности входило в противоречие с застывшей имперской структурой, что в XVIII веке привело к параличу центральных институтов и развалу имперской системы.
Священная Римская империя формально просуществовала до 1806 года и была ликвидирована в ходе наполеоновских войн, когда по решению Наполеона был сформирован вассальный Франции Рейнский союз. Последний император Франц II, не имевший, как и его ближайшие предшественники, никакой реальной власти над германскими государствами, отрёкся от престижного, но давно ставшего «виртуальным» престола, сохранив за собой реальный, австрийский престол.

## Интеллектуальная жизнь

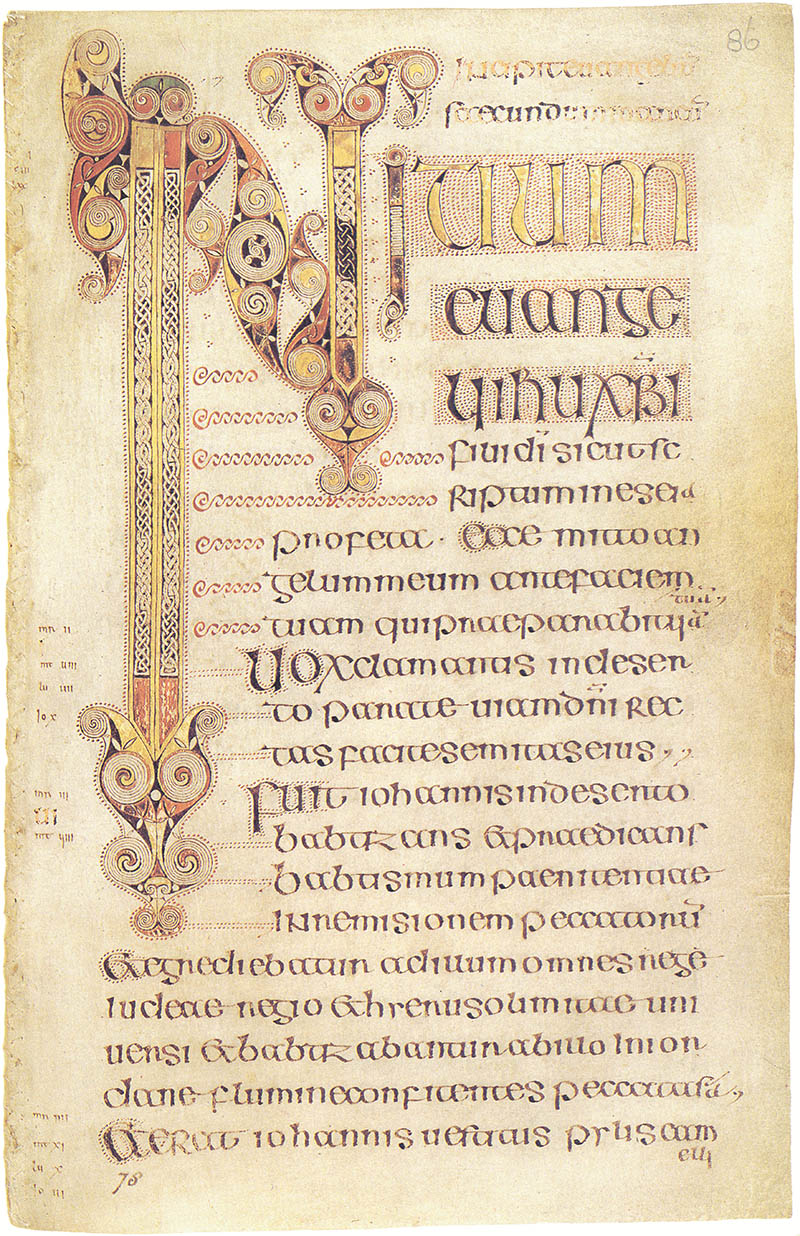
Книга из Дарроу. Начало Евангелия от Марка. VII век

### Образование
С падением Западной Римской империи и упадком городских центров уровень грамотности и обучения на Западе снизился. Это продолжало тенденцию, которая развивалась с III века. Образование в Римской империи часто велось на греческом языке, и с появлением противоречий между востоком и западом классическое образование становилось всё менее греческим. Большая часть греческого литературного корпуса осталась на греческом, а на западе немногие могли говорить или читать по-гречески. Из-за демографического смещения, сопровождавшего конец Западной Римской империи, к этому моменту большинство западных европейцев были потомками неграмотных варваров, а не грамотных римлян. В этом смысле образование не было потеряно настолько, насколько оно ещё не было приобретено.
Образование в конечном итоге было сосредоточено в монастырях и соборах. «Возрождение» классического образования появится в Каролингской империи VIII века. В Восточной Римской империи обучение (в смысле формального образования с использованием литературы) поддерживалось на более высоком уровне, чем на Западе. Классическая система образования, которая сохранялась бы в течение сотен лет, состояла из изучения грамматики, латыни, греческого языка и риторики. Ученики читали классические произведения и писали сочинения, подражающие их стилю. К IV веку эта система образования приобрела христианские черты. В книге «Доктрина Кристиана» Августин объяснил, как классическое образование вписывается в христианское мировоззрение: христианство является религией книги, поэтому христиане должны быть грамотными.
Деурбанизация сократила масштабы образования, и к VI веку преподавание и обучение переместились в монашеские и соборные школы с упором на изучение библейских текстов. Образование мирян сохранялось в Италии, Испании и южной части Галлии, где влияние римлян было более продолжительным. В VII веке обучение распространилось в Ирландии, где латынь была иностранным языком, а латинские тексты охотно изучались и преподавались.

### Наука
В Античности греческий язык был основным языком науки. Передовые научные исследования и преподавание проводились в основном в эллинистической части Римской империи на греческом языке. Поздние попытки перевести греческие письма на латынь имели ограниченный успех. Поскольку знание греческого языка сократилось, Латинский Запад оказался отрезанным от некоторых своих греческих философских и научных корней. Некоторое время образованные люди запада, которые хотели узнать о науке, имели доступ только к нескольким книгам Боэция (ок. 470—524), в которых обобщены греческие справочники Никомаха Герасского. Святой Исидор Севильский опубликовал латинскую энциклопедию в 630 году. Частные библиотеки существовали, монастыри также содержали различные виды текстов.
Изучение природы развивалось больше по практическим соображениям, чем как абстрактное исследование: необходимость заботиться о больных привела к изучению медицины и древних текстов о психоактивных веществах; необходимость монахов определять подходящее время для молитвы привела их к изучению движения звёзд; и необходимость вычисления даты Пасхи привели их к изучению и преподаванию математики, а также движения Солнца и Луны.

### Каролингское возрождение

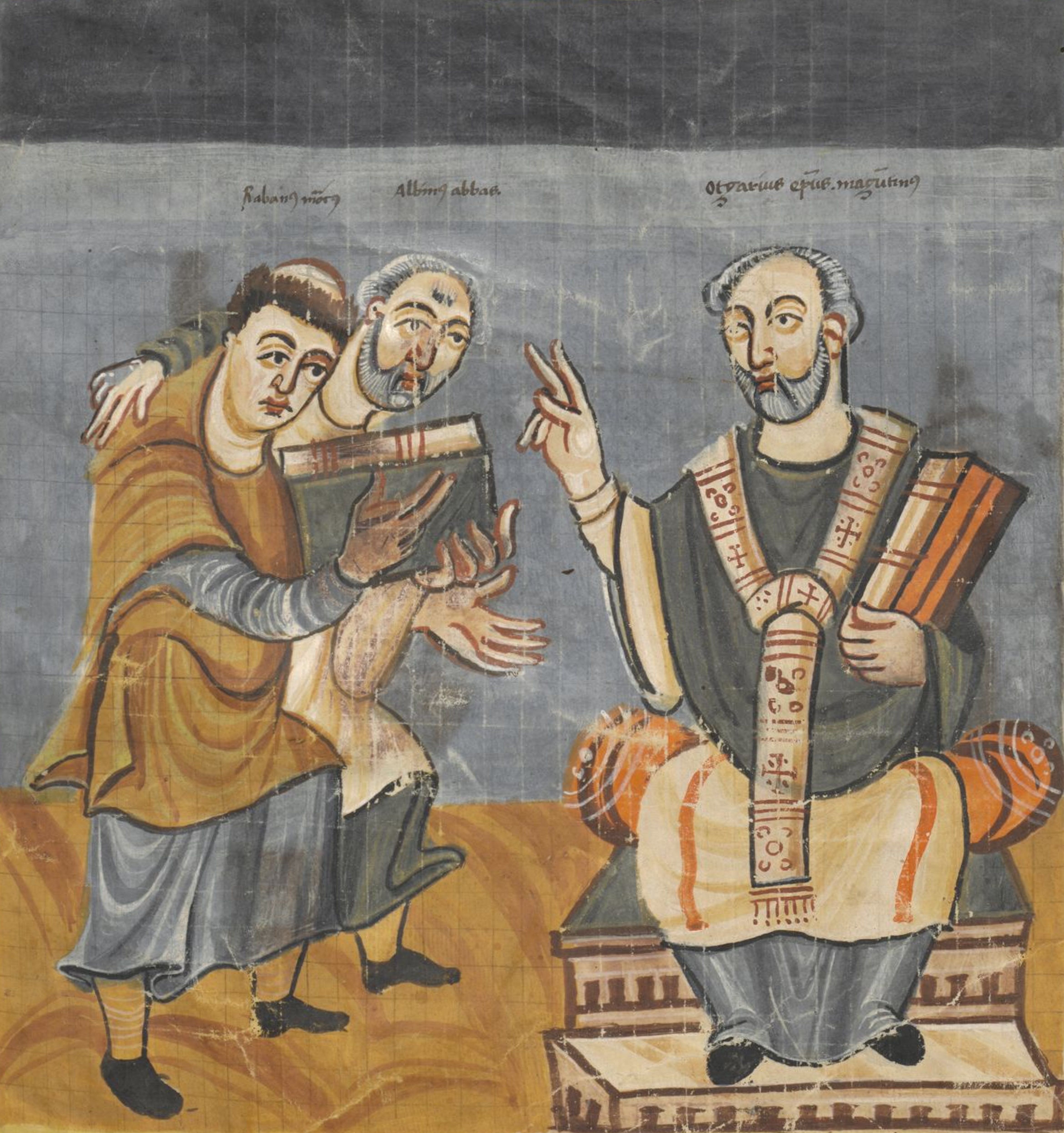
Алкуин с учениками, был одним из самых значительных деятелей Каролингского Возрождения

В конце VIII века возник интерес к Классической Античности. Период интеллектуального и культурного возрождения в Западной Европе с конца VIII и до середины IX века, в эпоху правления франкских королей Карла Великого, Людовика Благочестивого и Карла Лысого из династии Каролингов. В это время наблюдался расцвет литературы, искусств, архитектуры, юриспруденции, а также теологических изысканий. Центром Каролингского возрождения был своеобразный кружок при дворе Карла Великого, так называемая Палатинская академия, которой руководил Алкуин. В кружке участвовали Карл Великий, его биограф Эйнхард, теолог и поэт Павлин Аквилейский, поэт Ангильберт и другие интеллектуалы этой эпохи. Образование в эту эпоху основывалось на изучении семи свободных искусств, а именно тривиума (грамматика, риторика и диалектика), а также квадривиума (арифметика, геометрия, астрономия и музыка), изучение этих наук подготавливало человека к изучению богословия. В это время огромное значение придаётся тексту, особенно Библии.
В период Каролингского возрождения вырос интерес к светским знаниям, «Семи свободным искусствам» (их новое средневековое толкование — применительно к условиям феодально-церковной культуры — стремились дать Алкуин, аббат Фульдского монастыря Рабан Мавр и др.). Особое место среди деятелей Каролингского возрождения занимали выходцы из Ирландии — Седулий Скотт, знаток греческого языка, поэт и учёный, и Иоанн Скот Эриугена, создатель пантеистической системы, художник, учёный и поэт Туотило. Согласно с представлениями образованных людей той эпохи текст содержал три уровня смыслов: буквальный, известный непосредственно из прочитанного, символический, известный при должном овладении грамматикой и риторикой, а также сакральный смысл. Важнейшим элементов образования считалась латынь. Знание латыни позволяло не только изучать античные тексты, но и воспринимать смысл написанного на наивысшем, сакральном уровне. Одной из важнейших особенностей каролингского возрождения является объединение особенностей античного и поздневизантийского искусства с традициями варварских народов.

### Золотой век византийской культуры
Великим интеллектуальным достижением Византии был Корпус Corpus iuris civilis («Свод гражданского права»), массивный сборник римского права, сделанный при Юстиниане. Работа включает в себя раздел под названием Digesta, в котором абстрагируются принципы римского права таким образом, что они могут применяться в любой ситуации. Уровень грамотности в Византии был значительно выше, чем на Латинском Западе. Начальное образование было гораздо более широко доступно, иногда даже в сельской местности.
Что касается высшего образования, то Неоплатоническая академия в Афинах была закрыта в 526. Была также школа в Александрии, которая оставалась открытой до арабского завоевания 640 года. Константинопольский университет, основанный императором Феодосием II в 452 году, похоже, распался. Он был восстановлен императором Михаилом III в 849 году. Высшее образование в этот период было сосредоточено на риторике, логика Аристотеля была изложена в простой форме. При македонской династии (867—1056) Византия переживала золотой век и возрождение классического обучения. Было мало собственных исследований, но много антологий, энциклопедий и комментариев.
Характерным элементом этого периода была византийская иконопись, это было крупнейшее художественное явление в восточно-христианском мире. Византийская художественная культура не только стала родоначальницей некоторых национальных культур (например, Древнерусской), но и на протяжении всего своего существования оказывала влияние на иконопись других православных стран. Отличным примером влияния религиозного мышления на культуру того периода является иконоберчество.

### Монастырская культура

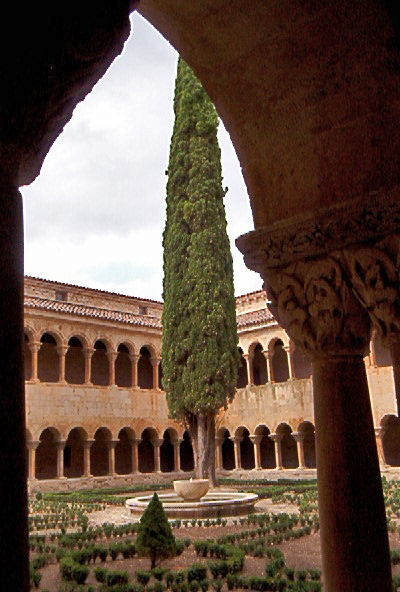
Аббатство святого Доминика Силосского

Монастыри играли огромную роль в интеллектуальной жизни раннего средневековья. Монахи занимались образованием, изучением религиозных и научных текстов, хранением и переписыванием книг и всевозможных трактатов. Монастырь был феодалом, владел землёй и извлекал из этого от этого огромный доход. Монастыри в восьмом и девятом веках были мишенью викингов, которые грабили побережья Северной Европы. Они были целью для морских разбойников не только потому, что они хранили книги, но из-за сокровищ.
В самых ранних монастырях не было специальных комнат, отведённых под библиотеку, но с шестого века и далее библиотеки стали неотъемлемым аспектом монашеской жизни в Западной Европе. Бенедиктинцы поместили книги на попечение библиотекарей, которые контролировали их использование. В некоторых монашеских читальных залах ценные книги были бы прикованы к полкам, но были также и секции, которые выдавали книги. Копирование было также другим важным аспектом монастырских библиотек, это было предпринято местными или приезжими монахами и имело место в подлиннике. В византийском мире религиозные дома редко имели свои собственные копировальные центры. Вместо этого они получили пожертвования от богатых доноров. В десятом веке самая большая коллекция в византийском мире была обнаружена в монастырях горы Афон (современная Греция), в которых накопилось более 10 000 книг. Учёные путешествовали из одного монастыря в другой в поисках текстов, которые они хотели изучить. Путешествующим монахам часто давали средства на покупку книг, а некоторые монастыри, которые широко занимались интеллектуальной деятельности, приветствовали путешествующих монахов, которые приезжали копировать рукописи для своих собственных библиотек. Одним из них был монастырь Боббио в Италии, который был основан ирландским аббатом Св. Колумбом в 614 году, а к девятому веку там хранился каталог из 666 рукописей, включая религиозные произведения, классические тексты, историческую литературу и математические трактаты.

### Исламская культура
Арабский халифат был крупнейшим государством своего времени. В рамках халифата сложилось общемусульманское культурное пространство, которое продолжало существовать и после его распада. В эпоху своего Золотого века мусульманские учёные, художники, инженеры, поэты, философы и купцы внесли вклад в науку, экономику, литературу, философию, морское дело, сельское хозяйство, как сохраняя традиции прошлого, так и используя собственные изобретения. В эпоху правления Омейядов, а затем и Аббасидов учёные пользовались огромной поддержкой со стороны правителей. Практическое значение медицины, военной техники, математики помогало развитию Арабского халифата. Универсальным языком науки стал арабский язык. Учёные из разных стран от Кордовы до Багдада и Самарканда имели возможность общаться на одном языке.
Исламская культура развивала знания египтян, греков и римлян, добившись прорывов, во многом подготовивших почву для эпохи Возрождения. В IX веке происходит широкое знакомство арабов с естественнонаучным и философским наследием античности. В центре их внимания оказывается философия Аристотеля с её преобладающим интересом к вопросам естествознания и логики. Усвоение аристотелевской философии, опосредовалось знакомством с работами позднейших её комментаторов из неоплатонических школ в Афинах и Александрии. Труды таких учёных, как Абу Маари, Ибн Рушд, аль-Кинди и аль-Газали оказали большое влияние на философскую мысль. Влияние исламских философов в Европе было особенно сильно в области натурфилософии, психологии и метафизики, а также в изучении логики и этики.
В течение XI века научные знания ислама начали достигать Западной Европы через мусульманскую Испанию. Труды Евклида и Архимеда, утраченные на Западе, были переведены с арабского на латынь. Современная индо-арабская система счисления, включая ноль, была разработана индийскими математиками в V и VI веках. Мусульманские математики узнали об этом в VII век и добавили обозначения для десятичных дробей в IX и X веках. Трактат Аль-Хорезми о том, как выполнять вычисления с этими цифрами, был переведён на латынь в Испании в XII веке.
Образование в арабском мире начиналось в молодом возрасте с изучения арабского языка и Корана, дома или в начальной школе, которая часто находились при мечети. Некоторые ученики затем приступали к обучению тафсиру (толкование Корана) и фикху (исламская юриспруденция), что было сочтено особенно важным. Образование было сосредоточено на запоминании, но также приобщало более продвинутых учеников к традиции комментирования изучаемых текстов. Это также включало процесс социализации начинающих учёных, которые были выходцами практически из всех социальных слоёв, в ряды улемов.

## Европейская хронология

### Ранние годы
Даты
- 410: Вестготы под предводительством Алариха разграбили Рим
- 430: смерть Блаженного Августина
- 476: Одоакр свергнул Ромула Августа
- 496: Битва при Толбиаке, Хлодвиг I принял Католицизм
- 507: Битва при Вуйе
- 527—565: Юстиниан I
- 535—552: Готские войны
- 541—542: Юстинианова чума в Константинополе
- 547: смерть Бенедикта Нурсийского
- c. 570: рождение Мухаммеда
- 590—604 Григорий I
- 597: смерть Колумба
- 602—629: Последняя Римско-персидская война
- 615: смерть Колумбана
- 626: Осада Константинополя
- 632: смерть Мухаммеда
- 636: смерть Исидора Севильского
- 674—678: первая осада арабами столицы Византии
- 681: основано Первое Болгарское царство

### Поздние годы
Даты
- 7й век: основан Хазарский каганат
- 711—718: Арабское завоевание Пиренейского полуострова
- 717: вторая осада Константинопля арабами
- 721: смерть Ардо, последнего короля Вестготов
- 718—722: Битва при Ковадонге, основание Астурии
- 730: Начало иконоборчества
- 732: Битва при Пуатье (732)
- 735: смерть Беды Достопочтенного, англосаксонского историка
- 746: Карломанова резня
- 751: Пипин Короткий стал королём франков
- 754: смерть Святого Бонифация
- 768—814: Карл Великий
- 778: Битва в Ронсевальском ущелье
- 782: Верденская резня
- 793: Викинги разграбили Линдисфарн; Эпоха викингов началась
- 796—804: сложилось Каролингское возрождение
- 815: Иконоборчество в Византии
- 843: Верденский договор
- 862: основание династии Рюриковичей
- 871—899: Альфред Великий
- 872—930: Харальд I Прекрасноволосый
- 874—930: первые поселения в Исландии
- 882: приблизительная дата появления т. н. Киевской Руси
- 911: Сен-Клер-сюр-Эптский договор (Нормандия)
- 955: Битва на реке Лех
- 962: Оттон I Великий коронован императором Священной Римской империи
- 969: Киевская Русь разбила Хазар
- 987—996: Гуго Капет
- 988: Крещение Руси
- 991: Битва при Молдоне